# Olympische Sommerspiele 2000/Leichtathletik – 800 m (Männer)

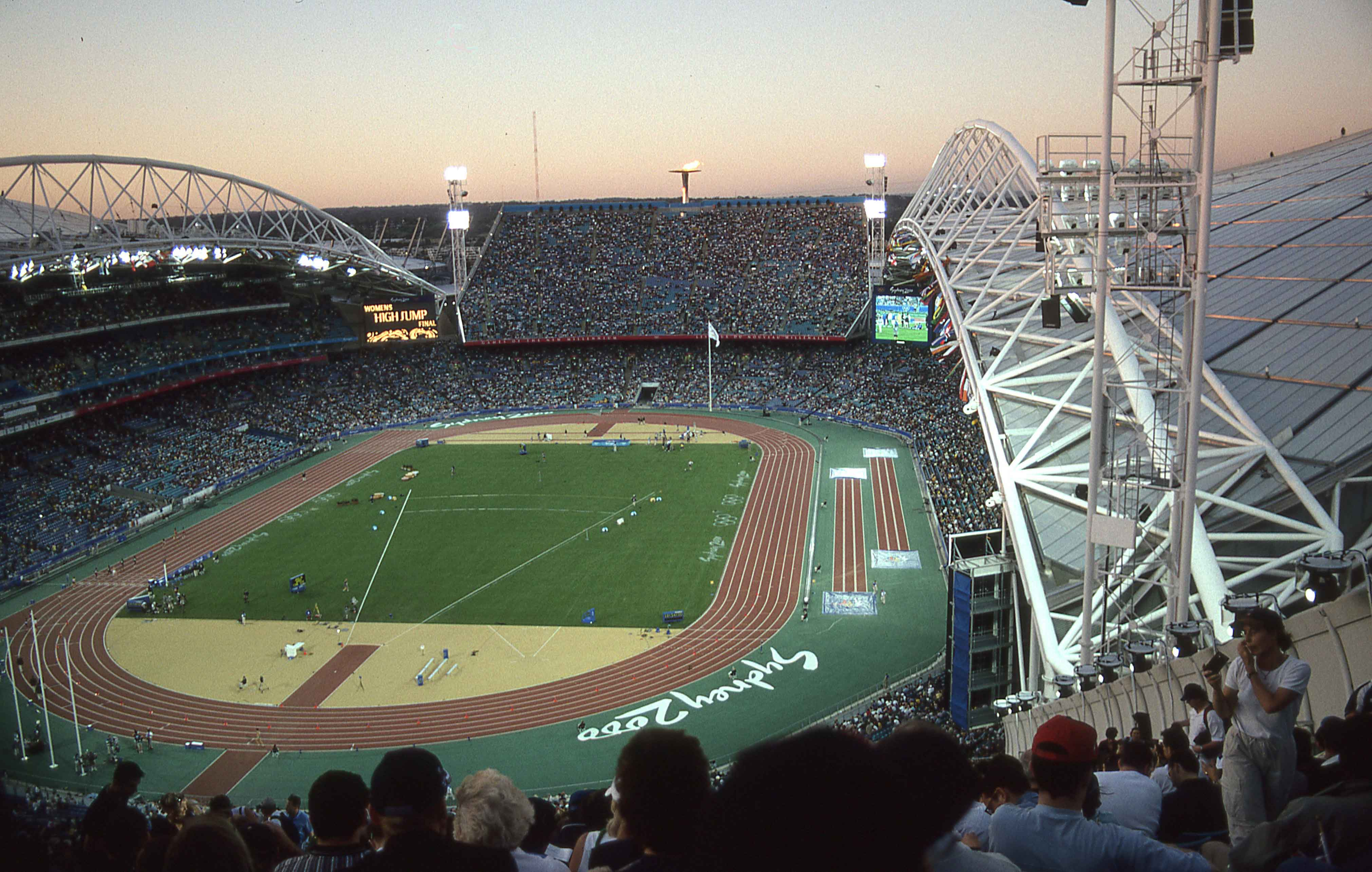
Das frühere ANZ Stadium von Sydney während der Olympischen Spiele 2000

Der 800-Meter-Lauf der Männer bei den Olympischen Spielen 2000 in Sydney wurde am 23., 25. und 27. September 2000 im Stadium Australia ausgetragen. 61 Athleten nahmen teil.
Olympiasieger wurde der Deutsche Nils Schumann. Er gewann vor dem für Dänemark startenden geborenen Kenianer Wilson Kipketer und dem Algerier Djabir Saïd-Guerni.
Auch der Schweizer André Bucher erreichte das Finale und wurde dort Fünfter.

Athleten aus Österreich und Liechtenstein nahmen nicht teil.

## Titelträger
| Olympiasieger 1996                      | Vebjørn Rodal ( Norwegen)          | 1:42,58 min | Atlanta 1996    |
| Weltmeister 1999                        | Wilson Kipketer ( Dänemark)        | 1:43,30 min | Sevilla 1999    |
| Europameister 1998                      | Nils Schumann ( Deutschland)       | 1:44,89 min | Budapest 1998   |
| Panamerikanischer Meister 1999          | Johnny Gray ( USA)                 | 1:45,38 min | Winnipeg 1999   |
| Zentralamerika und Karibik-Meister 1999 | Ian Roberts ( Guyana)              | 1:46,85 min | Bridgetown 1999 |
| Südamerika-Meister 1999                 | Hudson de Souza ( Brasilien)       | 1:49,82 min | Bogotá 1999     |
| Asienmeister 2000                       | Mehdi Jelodarzadeh ( Iran)         | 1:49,80 min | Jakarta 2000    |
| Afrikameister 2000                      | Djabir Saïd-Guerni ( Algerien)     | 1:45,88 min | Algier 2000     |
| Ozeanienmeister 2000                    | Isireli Naikelekelevesi ( Fidschi) | 1:51,49 min | Adelaide 2000   |

## Rekorde

### Bestehende Rekorde
| Weltrekord         | 1:41,11 min | Wilson Kipketer ( Dänemark) | Köln, Deutschland      | 24. August 1997 |
| Olympischer Rekord | 1:42,58 min | Vebjørn Rodal ( Norwegen)   | Finale OS Atlanta, USA | 31. Juli 1996   |

### Rekordverbesserungen
Der bestehende olympische Rekord wurde bei diesen Spielen nicht erreicht. Die schnellste Zeit erzielte der spätere Olympiadritte Djabir Saïd-Guerni aus Algerien mit 1:44,19 min im zweiten Halbfinale am 25. September. Den Rekord verfehlte er damit um 1,61 Sekunden. Zum Weltrekord fehlten ihm 3,08 Sekunden.
Es gab einen neuen Landesrekord:
- 1:44,70 min – Glody Dube (Botswana), erstes Halbfinale

## Vorrunde
Insgesamt wurden acht Vorläufe absolviert. Für das Viertelfinale qualifizierten sich pro Lauf die ersten zwei Athleten. Darüber hinaus kamen die acht Zeitschnellsten, die sogenannten Lucky Loser, weiter. Die direkt qualifizierten Läufer sind hellblau, die Lucky Loser hellgrün unterlegt.
Anmerkung:
Alle Zeiten sind in Ortszeit Atlanta (UTC−5) angegeben.

### Vorlauf 1
23. September 2000, 10:45 Uhr
| Platz | Name                 | Nation         | Zeit (min) | Anmerkung                                               |
| ----- | -------------------- | -------------- | ---------- | ------------------------------------------------------- |
| 1     | Andrea Longo         | Italien        | 1:46,32    |                                                         |
| 2     | Vebjørn Rodal        | Norwegen       | 1:46,76    |                                                         |
| 3     | James McIlroy        | Großbritannien | 1:47,44    |                                                         |
| 4     | Roman Oravec         | Tschechien     | 1:47,66    |                                                         |
| 5     | Vanco Stajanov       | Mazedonien     | 1:47,71    |                                                         |
| 6     | Rich Kenah           | USA            | 1:47,85    |                                                         |
| 7     | Kim Soon-hyung       | Südkorea       | 1:48,49    |                                                         |
| DSQ   | Mohammed Al-Kafraini | Jordanien      |            | DSQ nach IAAF Rule 163.3, Übertreten der Bahnbegrenzung |

### Vorlauf 2
23. September 2000, 10:52 Uhr
| Platz | Name                    | Nation         | Zeit (min) |
| ----- | ----------------------- | -------------- | ---------- |
| 1     | Nils Schumann           | Deutschland    | 1:47,76    |
| 2     | Djabir Saïd-Guerni      | Algerien       | 1:47,95    |
| 3     | Arthémon Hatungimana    | Burundi        | 1:48,14    |
| 4     | Zachary Whitmarsh       | Kanada         | 1:48,42    |
| 5     | David Matthews          | Irland         | 1:48,77    |
| 6     | Andrew Hart             | Großbritannien | 1:48,78    |
| 7     | Isireli Naikelekelevesi | Fidschi        | 1:49,61    |

### Vorlauf 3
23. September 2000, 10:59 Uhr
| Platz | Name                   | Nation    | Zeit (min) |
| ----- | ---------------------- | --------- | ---------- |
| 1     | Hezekiél Sepeng        | Südafrika | 1:47,46    |
| 2     | Adem Hecini            | Algerien  | 1:47,62    |
| 3     | Joseph Mutua           | Kenia     | 1:47,86    |
| 4     | Dmitri Bogdanow        | Russland  | 1:48,14    |
| 5     | Roberto Parra          | Spanien   | 1:48,19    |
| 6     | Robert True            | Liberia   | 1:48,79    |
| 7     | Mohamed Habib Bel Hadj | Tunesien  | 1:49,14    |
| 8     | Jorge Duvane           | Mosambik  | 1:52,97    |

### Vorlauf 4
23. September 2000, 11:06 Uhr
| Platz | Name               | Nation    | Zeit (min) | Anmerkung                                                      |
| ----- | ------------------ | --------- | ---------- | -------------------------------------------------------------- |
| 1     | Wilson Kipketer    | Dänemark  | 1:45,57    |                                                                |
| 2     | Glody Dube         | Botswana  | 1:46,17    |                                                                |
| 3     | Johan Botha        | Südafrika | 1:46,91    |                                                                |
| 4     | Crispen Mutakanyi  | Simbabwe  | 1:47,66    |                                                                |
| 5     | José Manuel Cerezo | Spanien   | 1:48,11    |                                                                |
| 6     | Artjom Mastrow     | Russland  | 1:49,89    |                                                                |
| 7     | Ian Roberts        | Guyana    | 1:52,32    |                                                                |
| 8     | Marvin Watts       | Jamaika   | 1:59,97    | Wildcard nach IAAF Rule 163.2a, Behinderung durch einen Gegner |

### Vorlauf 5
23. September 2000, 11:13 Uhr
| Platz | Name                   | Nation        | Zeit (min) |
| ----- | ---------------------- | ------------- | ---------- |
| 1     | Pawel Pelepjagin       | Belarus       | 1:46,47    |
| 2     | Jean-Patrick Nduwimana | Burundi       | 1:46,78    |
| 3     | Mahjoub Haïda          | Marokko       | 1:47,14    |
| 4     | William Yiampoy        | Kenia         | 1:47,35    |
| 5     | João Pires             | Portugal      | 1:47,61    |
| 6     | Abdou Ibrahim Youssef  | Katar         | 1:53,23    |
| 7     | Naseer Ismail          | Malediven     | 1:56,67    |
| 8     | Faig Bagirow           | Aserbaidschan | 1:57,39    |

### Vorlauf 6
23. September 2000, 11:20 Uhr
| Platz | Name               | Nation     | Zeit (s) |
| ----- | ------------------ | ---------- | -------- |
| 1     | Juri Borsakowski   | Russland   | 1:45,39  |
| 2     | Japheth Kimutai    | Kenia      | 1:45,60  |
| 3     | Grant Cremer       | Australien | 1:45,86  |
| 4     | Balázs Korányi     | Ungarn     | 1:46,21  |
| 5     | Bryan Woodward     | USA        | 1:47,64  |
| 6     | Mehdi Jelodarzadeh | Iran       | 1:47,91  |
| 7     | Mohamed Haidara    | Bahrain    | 1:56,64  |
| DNS   | Mohammed Yagoub    | Sudan      |          |

### Vorlauf 7
23. September 2000, 11:27 Uhr
| Platz | Name                  | Nation       | Zeit (min) |
| ----- | --------------------- | ------------ | ---------- |
| 1     | Khalid Tighazouine    | Marokko      | 1:46,33    |
| 2     | André Bucher          | Schweiz      | 1:46,51    |
| 3     | Viktors Lācis         | Lettland     | 1:46,94    |
| 4     | Osmar dos Santos      | Brasilien    | 1:47,05    |
| 5     | Milton Browne         | Barbados     | 1:47,63    |
| 6     | Nathan Kahan          | Belgien      | 147,69     |
| 7     | Panagiotis Stroubakos | Griechenland | 1:47,96    |

### Vorlauf 8

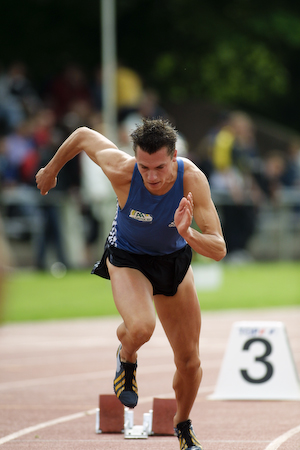
Bram Som – ausgeschieden als Dritter des sechsten Vorlaufs

23. September 2000, 11:34 Uhr
| Platz | Name                       | Nation      | Zeit (min) |
| ----- | -------------------------- | ----------- | ---------- |
| 1     | Werner Botha               | Südafrika   | 1:47,85    |
| 2     | Mouhssin Chehibi           | Marokko     | 1:48,51    |
| 3     | Bram Som                   | Niederlande | 1:48,58    |
| 4     | Kristopher McCarthy        | Australien  | 1:48,92    |
| 5     | Mark Everett               | USA         | 1:49,77    |
| 6     | Paskar Owor                | Uganda      | 1:49,99    |
| 7     | Witalie Cerches            | Moldau      | 1:52,15    |
| 8     | Puntsag-Ochiryn Pürevsüren | Mongolei    | 1:56,29    |

## Halbfinale
In den drei Halbfinalläufen qualifizierten sich pro Lauf die ersten zwei Athleten für das Finale. Darüber hinaus kamen die zwei Zeitschnellsten, die sogenannten Lucky Loser, weiter. Die direkt qualifizierten Läufer sind hellblau, die Lucky Loser hellgrün unterlegt.

### Lauf 1

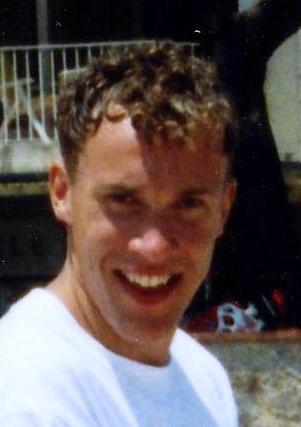
Vebjørn Rodal – hier angetreten als Olympiasieger von 1996 – erreichte als Siebter des ersten Halbfinals nicht den Endlauf

25. September 2000, 22:55 Uhr
| Platz | Name             | Nation         | Zeit (min) | Anmerkung |
| ----- | ---------------- | -------------- | ---------- | --------- |
| 1     | Nils Schumann    | Deutschland    | 1:44,22    |           |
| 2     | André Bucher     | Schweiz        | 1:44,38    |           |
| 3     | Glody Dube       | Botswana       | 1:44,70    | NR        |
| 4     | Hezekiél Sepeng  | Südafrika      | 1:44,85    |           |
| 5     | William Yiampoy  | Kenia          | 1:45,88    |           |
| 6     | James McIlroy    | Großbritannien | 1:46,39    |           |
| 7     | Vebjørn Rodal    | Norwegen       | 1:48,73    |           |
| 8     | Mouhssin Chehibi | Marokko        | 1:49,88    |           |

### Lauf 2
25. September 2000, 23:12 Uhr
| Platz | Name                   | Nation     | Zeit (min) |
| ----- | ---------------------- | ---------- | ---------- |
| 1     | Djabir Saïd-Guerni     | Algerien   | 1:44,19    |
| 2     | Juri Borsakowski       | Russland   | 1:44,33    |
| 3     | Khalid Tighazouine     | Marokko    | 1:45,38    |
| 4     | Johan Botha            | Südafrika  | 1:45,49    |
| 5     | Japheth Kimutai        | Kenia      | 1:45,64    |
| 6     | Jean-Patrick Nduwimana | Burundi    | 1:46,98    |
| 7     | Pawel Pelepjagin       | Belarus    | 1:50,37    |
| 8     | Grant Cremer           | Australien | 1:52,57    |

### Lauf 3
25. September 2000, 23:29 Uhr
| Platz | Name             | Nation    | Zeit (min) |
| ----- | ---------------- | --------- | ---------- |
| 1     | Wilson Kipketer  | Dänemark  | 1:44,22    |
| 2     | Andrea Longo     | Italien   | 1:44,49    |
| 3     | Adem Hecini      | Algerien  | 1:45,08    |
| 4     | Mahjoub Haïda    | Marokko   | 1:46,35    |
| 5     | Werner Botha     | Südafrika | 1:46,53    |
| 6     | Viktors Lācis    | Lettland  | 1:47,24    |
| 7     | Balázs Korányi   | Ungarn    | 1:47,35    |
| 8     | Marvin Watts     | Jamaika   | 1:47,68    |
| 8     | Osmar dos Santos | Brasilien | 1:47,68    |

## Finale
27. September 2000, 20:20 Uhr
| Platz | Name               | Nation      | Zeit (s) | Anmerkung                             |
| ----- | ------------------ | ----------- | -------- | ------------------------------------- |
| 1     | Nils Schumann      | Deutschland | 1:45,08  |                                       |
| 2     | Wilson Kipketer    | Dänemark    | 1:45,14  |                                       |
| 3     | Djabir Saïd-Guerni | Algerien    | 1:45,16  |                                       |
| 4     | Hezekiél Sepeng    | Südafrika   | 1:45,29  |                                       |
| 5     | André Bucher       | Schweiz     | 1:45,40  |                                       |
| 6     | Juri Borsakowski   | Russland    | 1:45,83  |                                       |
| 7     | Glody Dube         | Botswana    | 1:46,24  |                                       |
| DSQ   | Andrea Longo       | Italien     |          | DSQ nach IAAF Rule 163.2, Behinderung |

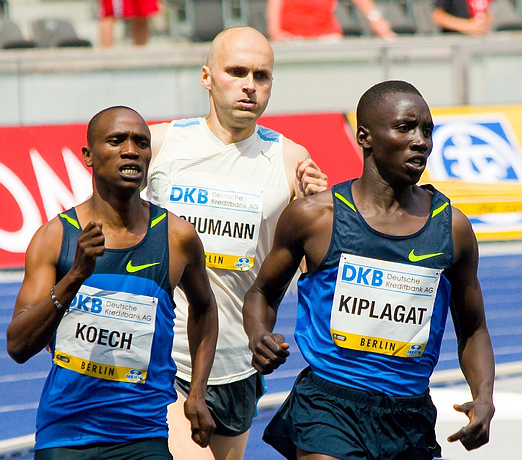
Olympiasieger in einem sehr engen Rennen
wurde Nils Schumann (hier an dritter Stelle
liegend in einem Rennen des Jahres 2008)

Für das Finale hatten sich Athleten aus acht Nationen qualifiziert.
Nach den großen internationalen Leichtathletikveranstaltungen im Vorfeld der Spiele von Sydney hatte sich ein Feld von Favoriten für dieses Rennen herauskristallisiert. Dazu gehörten in erster Linie der amtierende Weltmeister und Weltrekordler Wilson Kipketer, ein geborener Kenianer, der für Dänemark startete, der Algerier Djabir Saïd-Guerni, der Schweizer André Bucher und Juri Borsakowski aus Russland. Hinzu kamen der Südafrikaner Hezekiél Sepeng als Silbermedaillengewinner von 1996 und Vizeweltmeister sowie der deutsche Europameister Nils Schumann, der verletzungsbedingt allerdings erst sehr spät in die Saison eingestiegen war, in den Vorentscheidungen hier in Sydney jedoch einen sehr guten Eindruck hinterlassen hatte.
Die erste Runde wurde von Bucher angeführt, gefolgt vom Italiener Andrea Longo und Schumann. Mit 53,43 s gab es eine sehr mäßige 400-Meter-Zwischenzeit, das Läuferfeld blieb zusammen. Longo legte sich eingangs der letzten Runde neben Bucher und lief mit ihm Schulter an Schulter. Hinter den beiden folgten Schumann und Saïd-Guerni. Auf der Gegengeraden wurde das Tempo langsam höher. Zu Beginn der letzten Kurve zog Borsakowski außen an Saïd-Guerni und Schumann vorbei. Longo versuchte, eine gute Ausgangsposition zu finden, und drängte dabei Bucher von der Bahn. Der Schweizer setzte das Rennen unmittelbar vor Schumann fort. Eingangs der Zielgeraden beschleunigte Schumann deutlich und zog an den vor ihm liegenden Läufern vorbei in die Führungsposition. Es entstand eine kleine Lücke zwischen dem Deutschen und den Verfolgern. Kipketer forcierte nun ebenfalls und setzte sich an die zweite Stelle. Auf den letzten Metern kam er Schumann noch einmal näher und es wurde sehr knapp. Saïd-Guerni spurtete vorbei an Borsakowski und Bucher, sodass auch er den beiden Spitzenreitern nun sehr nahekam. Nils Schumann gewann das Rennen schließlich mit einem Vorsprung von sechs Hundertstelsekunden auf Wilson Kipketer. Djabir Saïd-Guerni errang nur zwei Hundertstelsekunden hinter dem Weltmeister die Bronzemedaille. Hezekiél Sepeng kam noch auf den vierten Platz vor André Bucher und Juri Borsakowski.
Es war eines der knappsten 800-Meter-Rennen in der olympischen Geschichte. Die ersten drei Läufer trennten nur acht Hundertstelsekunden, der Vierte Sepeng kam 21 Hundertstelsekunden, der Fünfte Bucher 32 Hundertstelsekunden später als der Sieger ins Ziel. Andrea Longo, der als Sechster noch vor Borsakowski und dem Botswaner Glody Dube über die Ziellinie gelaufen war, wurde nachträglich wegen Behinderung Buchers disqualifiziert.
Nils Schumann war der erste deutsche Olympiasieger im 800-Meter-Lauf.
Wilson Kipketer gewann die erste dänische Medaille in dieser Disziplin, Djabir Saïd-Guerni die erste algerische.

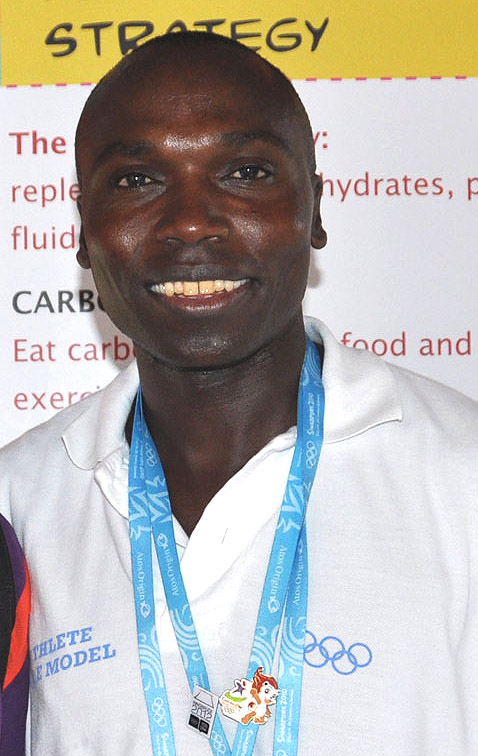
Silber gab es für den amtierenden Weltmeister und Weltrekordinhaber Wilson Kipketer
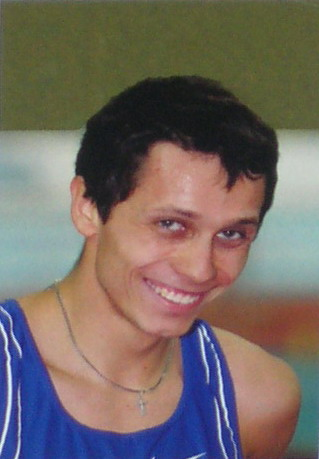
Mitfavorit Juri Borsakowski belegte Rang sechs

## Videolinks
- 2000 Sydney - Nils Schumann remporte le 800m, Kiüketer 2e, youtube.com, abgerufen am 21. Januar 2022
- Sydney Olympics 2000 800m Semi Final 1, youtube.com, abgerufen am 21. Januar 2022